# Cristóbal de Olid

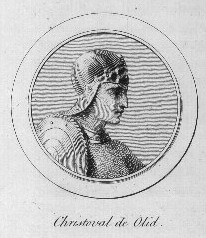

Cristóbal de Olid (1487-1524) a fost unul din ofițerii lui Hernán Cortés în timpul cuceririi Mexicului. 
După cucerire, în 1521, Cristóbal de Olid a fost trimis să exploreze coastele Hondurasului de azi. Deoarece s-a revoltat împotriva lui Cortez, voind să iasă de sub autoritatea lui, a fost ucis în 1526 de un alt ofițer al lui Cortez, care fusese trimis împotriva lui.